# Ptereleotris lineopinnis
Ptereleotris lineopinnis är en fiskart som först beskrevs av Fowler, 1935.  Ptereleotris lineopinnis ingår i släktet Ptereleotris och familjen Ptereleotridae. Inga underarter finns listade i Catalogue of Life.